# 常州经济开发区
常州经济开发区（简称常州经开区），成立于2015年6月，源自常州市对部分行政区划进行调整。当时，常州市撤销戚墅堰区和武进区，成立新的武进区，并设立常州经开区，作为常州市委、市政府的派出机构，委托武进区管理。武进区将横林、遥观、横山桥三个镇和潞城、丁堰、戚墅堰三个街道委托给经开区管理。
常州经开区面积为181.3平方公里，常住人口约42万，其中户籍人口23万。
2019年12月，为进一步理顺常州市与武进区、武进区与常州经开区的工作关系，常州市委、市政府对经开区管理体制进行优化调整，明确从2020年开始，经开区所有工作均直接对应市委、市政府，区域范围内镇、街道由经开区直接领导和管理，不再归属武进区管理。